# Grootoogvoshaai
De grootoogvoshaai (Alopias superciliosus) is een soort uit de familie van de voshaaien (Alopiidae). Deze soort voshaai komt voor in oceanen van zowel tropische als gematigde klimaatgebieden verspreid over de hele wereld.

## Beschrijving
Net als bij de andere voshaaien is de lengte van het bovenste deel van de staartvin bijna net zo lang als de rest van het lichaam. De grootoogvoshaai ontleent zijn naam aan zijn enorm grote ogen die zitten in sleutelgatvormige oogkassen. Daardoor kan de haai zijn ogen omhoog en naar voren draaien. Hij kan ook stereoscopisch zien en gebruikmaken van heel weinig licht.

## Natuurbescherming
Alle vertegenwoordigers van het geslacht Alopias (voshaaien) zijn kwetsbaar geworden, de populatiegrootte neemt af. De grootoogvoshaai is het meest kwetsbaar van deze groep. Deze dalende trend is een gevolg van de uitzonderlijk lage voortplantingssnelheid (0,2% per jaar) en daardoor het geringe herstelvermogen bij bevissing, ook bij betrekkelijk lage visserijdruk. Daarnaast lijdt de populatie grootoogvoshaaien door ongereguleerde bevissing op de open zee met drijfnetten en langelijnvisserij. Wereldwijd is deze soort waarschijnlijk snel achteruitgegaan. In het noordwestelijke en centrale deel van de Atlantische Oceaan heeft de soort de status van bedreigde diersoort. In de rest van zijn enorme verspreidingsgebied, en daarom ook wereldwijd, beschouwt de IUCN de grootoogvoshaai nog als kwetsbare diersoort.

## Voetnoten
1. 1 2  '"`UNIQ--templatestyles-00000000-QINU`"'(en) Grootoogvoshaai op de IUCN Red List of Threatened Species.
2. ↑  Amorim, A., Baum, J., Cailliet, G.M., Clò, S., Clarke, S.C., Fergusson, I., Gonzalez, M., Macias, D., Mancini, P., Mancusi, C., Myers, R., Reardon, M., Trejo, T., Vacchi, M. & Valenti, S.V. 2007. Alopias superciliosus. In: IUCN 2009. IUCN Red List of Threatened Species. Version 2009.2. <www.iucnredlist.org>. Downloaded on 04 March 2010.